# Ceramica vitrea

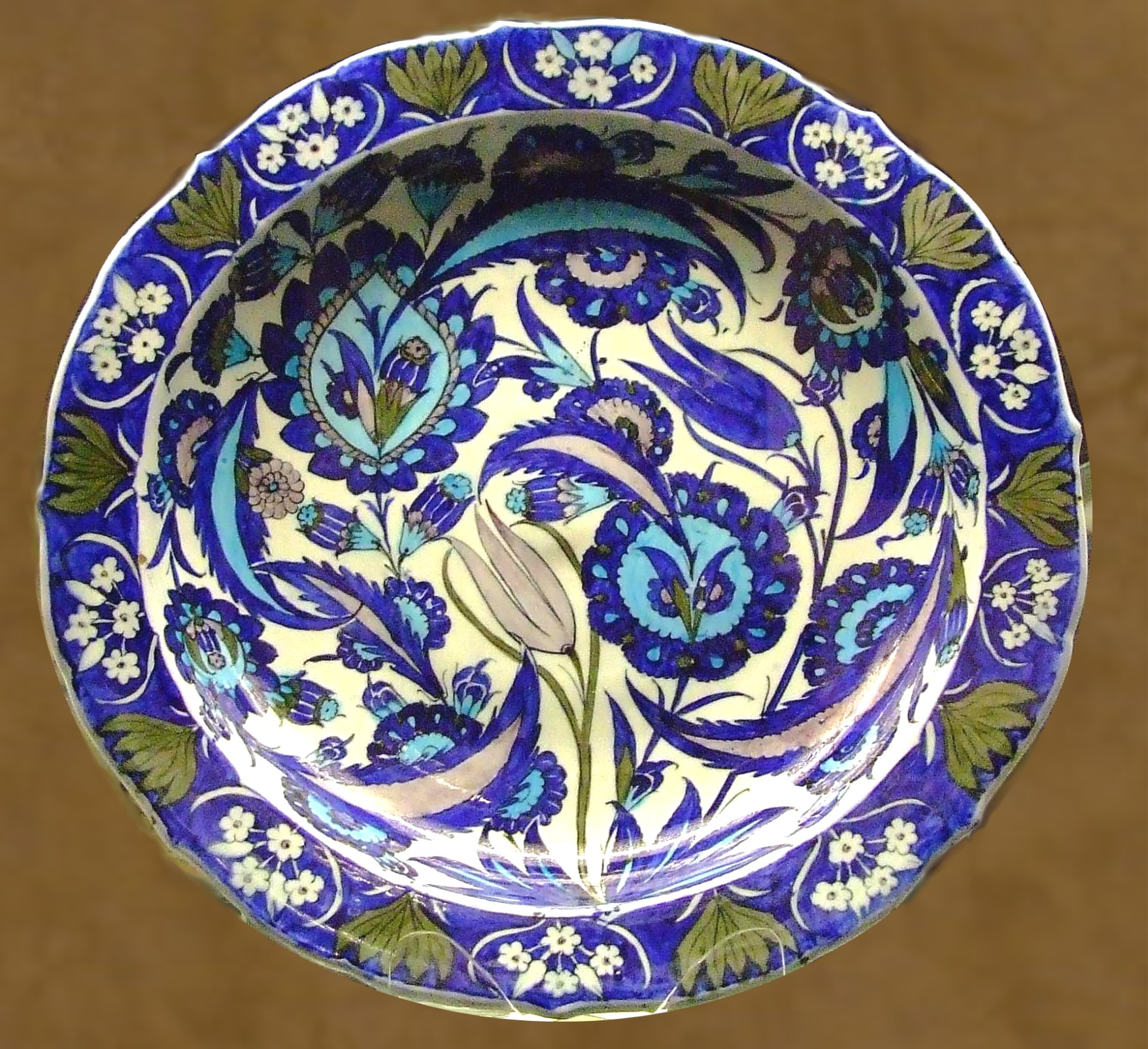
Ceramica di İznik, esempio di ceramica vitrea

La ceramica vitrea, anche nota come pasta islamica, è un tipo di ceramica nella quale viene aggiunta della polvere di vetro all'argilla per ridurre la temperatura di fusione. Come risultato si ha un composto che può essere cotto ad una temperatura più bassa dei manufatti in sola argilla.

## Storia
Si tratta di un tipo di ceramica che è stata sviluppata per la prima volta in Medio Oriente, in cui il prodotto è datato alla fine del primo millennio, fino al secondo millennio. In detto composto la polvere di vetro era un ingrediente significativo. Una ricetta risalente a circa il 1300, scritta da Abu'l Qasim riporta il rapporto di quarzo, polvere di vetro e argilla bianca in 10:01:01. Questo tipo di ceramica veniva chiamato anche "pasta islamica" e "faience" fra gli altri nomi. Un frammento del IX secolo di 'proto-pasta islamica' proveniente da Baghdad ha "frammenti di vetro" nel suo impasto. Il vetro contiene alcali, silice,  calce e piombo; quando la pasta fu riscaldata o raffreddata si formarono cristalli di wollastonite e diossido all'interno dei frammenti di vetro. La mancanza di "inclusioni di ceramica" suggerisce che i frammenti non provengono da uno smalto. La ragione della loro aggiunta era quella del rilascio di alcali durante la cottura per "Accelerare la vetrificazione ad una temperatura di cottura relativamente bassa e aumentare la durezza e la densità del corpo ceramico". Se la tesi che questi "frammenti di vetro" siano in realtà quelli usati nella ceramica di İznik, resta da vedere.
La ceramica di Iznik venne prodotta dagli ottomani intorno al XV secolo. Essa era costituita da un corpo, disegnato con il metodo dell'ingobbio e ricoperto di smalto, dove il corpo era costituito da pasta vitrea. La presenza di polvere di vetro in entrambi i casi "è insolita in quanto contiene ossido di piombo e soda", l'ossido di piombo contribuirebbe a ridurre il coefficiente di dilatazione termica della ceramica. Analisi condotte al microscopio hanno rivelato che il materiale incluso è 'vetro interstiziale' che serve a collegare le particelle di quarzo. L'aggiunta di polvere di vetro serviva a produrre il vetro interstiziale durante la cottura.